# Mellan vitt och svart
"Mellan vitt och svart" är en sång skriven av Anders Glenmark och Niklas Strömstedt och utgiven som singel med Magnus Carlsson samt på dennes album Magnus Carlsson 2006.

## Låtlista
1. "Mellan vitt och svart"
2. "Jag ser dig, jag ser dig, jag ser dig"

## Listplaceringar
| Lista (2006) | Topplacering |
| ------------ | ------------ |
| Sverige      | 2            |

### Fotnoter
1. ↑  ”Mellan vitt och svart”. Svensk mediedatabas. http://smdb.kb.se/catalog/search?q=niklas+str%C3%B6mstedt+mellan+vitt+typ%3Afonogram&x=0&y=0. Läst 21 mars 2014.
2. ↑  ”Mellan vitt och svart”. Hitparad. http://hitparad.se/showitem.asp?interpret=Magnus+Carlsson&titel=Mellan+vitt+och+svart&cat=s. Läst 31 oktober 2012.